# Задніпряний Василь Васильович
Василь Васильович Задніпряний (біл. Васіль Васілевіч Задняпраны; народ. 9 жовтня 1954 року ) - білоруський політик українського походження. Колишній лідер Республіканської партії праці та справедливості (2006-2020).

## Біографія
Народився 9 жовтня 1954 року у селищі Мартинівський Миколаївської області Української РСР.
У 1972-1976 р.р. - Навчання в Челябінському військовому авіаційному інституті штурманів .
У 1976-1993 роках. - Військова служба на льотних посадах ЗС СРСР.
У 1984 році закінчив академічні курси політпрацівників військово-повітряних сил при Військово-повітряній академії ім. Ю. А. Гагаріна і був направлений до Афганістану для участі в бойових діях окупаційних військ у складі змішаного авіаційного угруповання (штурман).
1991 року закінчив з відзнакою Військово-політичну академію імені В.В. І. Леніна і отримав призначення до випробувального інституту ВПС СРСР.
1993 року пішов у відставку у званні підполковника.
У 1993-2001 роках. - директор виробничого підприємства "Гармонія" (автоперевезення), 2001-2005 рр. - директор іноземного підприємства "Дакмар" (кондитерська фабрика).
З 2005 року - голова політвиконкому Республіканської партії праці та справедливості. 26 березня 2006 року на V з'їзді РПТС обрано головою Республіканської партії праці та справедливості.
З 17 січня 2008 року до 2009 року — голова Республіканської асоціації навчальних закладів з підготовки водіїв транспортних засобів.
З 12 січня 2009 року - генеральний директор ЗАТ «ВАГ-ОВЗ пасажирський» (програма створення пасажирського вагонобудування в Республіці Білорусь).
З 2009 року – член консультаційної ради при Адміністрації Президента Республіки Білорусь.
З 2010 року - співголова Форуму соціалістів країн СНД .
10 вересня 2020 року в ході масових акцій протесту після президентських виборів 2020 року в Білорусії, в розріз в ідейними установками партії, підтримав ініціативу щодо необхідності проведення нових президентських виборів у Білорусії.
12 грудня 2020 року на позачерговому XIII з'їзді РПТС виключено з членів Республіканської партії праці та справедливості за дії, спрямовані на підрив авторитету партії.

## Родина
Одружений. Має двох синів, дві онуки та онука. Один із синів - Максим Задніпряний - працює першим секретарем у Посольстві Республіки Білорусь у Туркменістані, другий син - Артем Задніпряний - займається бізнесом, володіє компанією Versado.

## Політичні погляди

### Ставлення до Союзної держави
30 квітня 2018 року заявив, що «у відносинах між нашими країнами (РФ та РБ) є низка переваг: одна мова, співпадають стандарти, багато в чому збереглися ДСТУ. Йде просування – у нас є нові продукти, у них. Із Заходом Білорусь теж має нормальні напрацювання, але із взаємодію з Росією налагоджувати простіше». «Сьогодні союзна кооперація між Росією та Білоруссю, безумовно, існує. Насамперед у сфері оборони, промислового виробництва. Дві третини головних промислових гігантів Білорусі працюють переважно на деталях, які виробляють у Росії». На його думку, «якщо держава менше втручатиметься і регулюватиме справи бізнесу, ділові люди самі знайдуть вигідні контракти»  .

### Ставлення до Польщі та західних країн. Багатополярний світ
16 жовтня 2017 року заявив, що «Польща – це держава, яка намагається посилити свій вплив за рахунок якихось фейкових вчинків. Вони стали провідниками американської політики. Адже не дарма вони отримали достатню кількість грантів, а потім кредитів, частину яких їм просто пробачили. Відпрацьовувати ці гроші треба. Зараз Сполучені Штати поступово втрачають свій вплив як вершина однополюсного світу, світ стає багатополюсним. На цьому фоні роль Польщі, яка свого часу виступила одним із ініціаторів проекту Євросоюзу „Східне партнерство“, падає. Польща намагається загострити відносини і з Росією та Білоруссю. Недаремно періодично йдуть випади: мовляв, коли ви повернете нам Гродно і Західну Білорусь, адже це наші вихідні землі. Нічого хорошого із цього не вийде. Цим випадам треба давати гідну відсіч. Свого часу росіянам говорили, що США домінують скрізь, тому не можна з ними псувати стосунки. Але Сирія показала, що можна. І тоді світ стає стійкішим, бо стояти на одній нозі – це ризик. А коли кілька опор, світ може бути стабільним».

### Про приєднання Криму до Російської Федерації
У лютому 2018 року Задніпряний в інтерв'ю білоруському виданню «Політринг» заявив: «Визнаємо [приєднання півострова до РФ]. Тому що вільне волевиявлення у вигляді референдуму відбулося і це факт. У цьому треба шукати першопричину: не було б озброєного перевороту в Україні, не було б питання про Крим».
У відповідь на це чинний голова Соціалістичної партії України Ілля Ківа на офіційному сайті партії повідомив про припинення співпраці Соціалістичної партії України з Білоруською Республіканською партією праці та справедливості. Політик зазначив, що «відновлення контактів із білоруськими соціалістами можливе лише після остаточної перемоги України у війні з РФ».

### Ставлення до білоруської мови табіло-червоно-білого прапора
У лютому 2018 року Ст. Задніпряний заявив: «До білоруської мови ми позитивно належимо. Білоруські традиції мають бути у пріоритеті. Але ламати через коліно, як в Україні, коли переклали все українською та зіткнулися з тим, що третину міністрів не могли документи заповнити? Ми знаємо приклади, коли наші східні партнери з СНД відмовлялися від російськомовних фахівців, а потім за великі гроші доводилося повертати їх назад. Щодо символіки, я не бачу принципової різниці. Раз прийняли, нехай і буде. Ці зміни не варті того, щоб повторювати помилки сусідів».

### Ставлення до Олександра Лукашенка
2 червня 2015 року Василь Задніпряний запропонував підтримати на майбутніх виборах кандидатуру чинного глави держави Олександра Лукашенка  Однією з причин цієї пропозиції було названо неприпустимість повторення українського сценарію у Білорусі. Наявні протиріччя та проблемні моменти в економіці країни РПТС пропонує вирішувати лише мирним шляхом, не допускаючи революцій та соціальних потрясінь.
2 серпня 2020 року В. В. Задніпряний відмовився підтримати звернення від РПтСУ на підтримку на майбутніх виборах кандидатури Олександра Лукашенка. 10 серпня 2020 року із відома В. Задніпряного його заступник підписав звернення представників деяких політичних партій з вимогою про якнайшвидше проведення нових виборів Президента Республіки Білорусь.